# إنغا بروبرغ
إنغا بروبرغ (بالسويدية: Inga Broberg)‏ (فيما بعد ستينبرنك ، من مواليد 5 نوفمبر 1939) هي رياضية سويدية متقاعدة. فازت باللقب الوطني في الوثب الطويل (1958 و 1959) و 4 × 100 متر تتابع (1957) وحجزت المركز الثامن في الوثب الطويل في بطولة أوروبا 1958 .